# Barry Altschul
Barry Altschul (6. januar 1943 i New York City USA) er en amerikansk avantgarde jazztrommeslager.
Han kom frem med pianisten Paul Bley og spillede i begyndelsen af 1970'erne med Chick Coreas gruppe Cirkles.
Han har indspillet plader i eget navn.

## Diskografi
- Virtuosi'
- You Can´t Name Your Own Tune
- Another Time , Another Places
- For Stu
- Somewhere Else
- Brahma
- Irina
- That´s Nice
- Transforming the space